# Helicobia lubera
Helicobia lubera är en tvåvingeart som först beskrevs av Brethes 1920.  Helicobia lubera ingår i släktet Helicobia och familjen köttflugor. Inga underarter finns listade i Catalogue of Life.